# Зевахим
«Зевахим», также «Зебахим», «Звахим»; др.-евр. זבחים‬, zevachim (мн. ч. от זבח — «жертвоприношение») — трактат в Мишне, Тосефте и вавилонском Талмуде, первый в разделе «Кодашим» («Святыни»). Трактат представляет собой свод законов и правил, соблюдаемых при жертвоприношении. В Тосефте этот трактат называется «Корбанот» (קורבנות, значение слова такое же — «жертвоприношения»), между тем как в Талмуде он носит другое, по-видимому, более древнее название «Шхитат кодашим» (שחיטת קדשים, забой сакральных животных).

## Содержание
Трактат Зевахим в Мишне состоит из 14 глав и 101 параграфа.
- Первая глава рассматривает случай, когда совершающий жертвоприношение во время резки или другого важного момента ошибочно предполагал, что приносит жертву другого типа. Так, пасхальная или искупительная жертва в этом случае становится негодной (פסול‬, пасул).
- Глава вторая разбирает вопрос, что делает жертву негодной и что делает её осквернённой (פגול‬, пигул). Согласно буквальному смыслу текста Торы жертва становится осквернённой, если её мясо ели после установленного законом срока. Но в этом случае получается осквернение задним числом, и раввины не согласны с таким пониманием текста: они считают жертву осквернённой только, если приносящий её имеет намерение есть от неё или вознести её на жертвенник позже установленного срока.
- Глава третья перечисляет случаи, когда жертва остаётся годной («кашер», כשר) несмотря на ошибки в порядке её принесения. Например, душевное настроение человека оказывает влияние на жертву лишь в двух случаях: если приносящий жертву задумывает есть от неё позже установленного законом срока или вне определённого для этого места.
- Глава четвёртая заключает правила окропления жертвенника кровью и исчисление тех типов жертв, на которые не распространяется закон о «пигул» (например, жертвоприношение язычника); в конце следует ответ на вопрос, во имя чего приносятся жертвы.
- Глава пятая содержит краткий обзор жертвоприношений по их видам. Определяются, в каких местах храмового двора совершается заклание различных жертв сообразно степеням их святости; также где и как совершается кропление жертвенной кровью; где, кем и в течение какого времени употребляется в пищу мясо того или другого типа жертвы. В главе представлена классификация жертв, систематизированная по степеням их святости, и по месту и времени, установленным для совершения тех или других моментов при приношении каждой из них. Прочтение этой главы включено в современную утреннюю молитву.
- Глава шестая описывает порядок принесения хлебных приношений и жертв из птиц.
- Глава седьмая приводит дальнейшие подробности принесения искупительной жертвы и жертвы всесожжения из птиц.
- Глава восьмая устанавливает правила, регулирующие случаи смешения животных, посвящённых в различные жертвы, и смешения крови различных жертв между собой.
- Глава девятая определяет, в каких случаях вознесенное на жертвенник освящается и не может быть взято обратно (такую же силу имеет и священная утварь храма).
- Глава десятая трактует о последовательности принесения различных жертв — какие из них предшествуют другим; так, ежедневная жертва всесожжения (תמיד, тамид) предшествует дополнительной жертве (מוסף, мусаф), субботней и праздничной; также о правилах, относящихся к употреблению в пищу священниками частей жертв.
- Глава одиннадцатая рассматривает, в каких случаях одежда или посуда, на которые попала капля жертвенной крови, подлежат очищению путём омовения.
- Глава двенадцатая: определяет порядок разделения долей от жертв между священниками; порядок обращения с кожей от жертвоприношений — в каких случаях кожа жертвы принадлежит её владельцу и в каких — священникам; где сжигаются принесённые в жертву за грех быки и козлы, и при каких условиях одежда сжигающего их становится ритуально нечистой.
- Глава тринадцатая трактует об ответственности за принесение жертв вне храма.
- Глава четырнадцатая определяет случаи освобождения от ответственности за принесение жертв вне храма. Здесь Мишна переходит к законам, которые уже в эпоху её составления имели только историческое значение — законам жертвоприношений, действовавшим до постройки храма. Мишна утверждает: до установки Скинии жертвы приносились на частных алтарях — «бамот» (במות‬; возвышенное место), и первенцы исполняли роль священников; при существовании Скинии запрещалось приносить жертвы на «бамот», а служить разрешалось только Ааронидам-священникам; затем в Гилгале снова разрешили жертвоприношения на «бамот», но с перенесением религиозного центра в Шило был восстановлен запрет жертвоприношений вне этого центра; в Номве и Гаваоне, однако, возобновили разрешение приносить жертву на высотах, которое с устройством храма в Иерусалиме было отменено окончательно и навсегда.[1]

## Затрагиваемые темы
- Тосефта, 6:11 подробно описывает устройство жертвенника.
- Тосефта, 11:1 толкует название мирной жертвы («Шламим») как производное от слова «Шалом» (мир), потому что эта жертва приносится тем, кто пребывает в мире, то есть в благополучии; другое объяснение: при этой жертве все — жертвенник, священник и приносящий жертву — получают свою часть, так что все остаются довольны.
- Тосефта, 13:6 приводит хронологию периодов, в течение которых священными местами служили у евреев сначала Скиния в пустыне, затем Галгал, Силом, Номва и Гаваон, и, наконец, храм в Иерусалиме.

Гемара в вавилонском Талмуде содержит интересные предания агадического характера. Имеется легенда о том, как царь Давид определил место, которое предназначено для постройки храма (54б). По возвращении евреев из вавилонского плена между ними находились три пророка:
- один из них указал место, на котором был построен первый храм, следовательно, там же должен быть возведён и второй храм;
- другой сообщил народу о том, что можно свободно приносить жертвы, хотя храм ещё и не построен;
- третий установил, что Тора должна быть написана квадратным шрифтом («ашурит»; 62а).[1]

Сообщается и о том, что во время Синайского откровения глас Божий был слышен по всему миру и что все народы земли содрогнулись и обратились к пророку Валааму, который им объяснил истинную причину данного феномена (116а).